# Tyrkisk løn
Tyrkisk løn (Acer cappadocicum) er et stort, løvfældende træ med en kuppelformet krone, kort stamme og krogede grene. Bladene bliver smørgule om efteråret. Planten er fuldt hårdfør og plantes en del i større haver og parker.

## Kendetegn
Tyrkisk løn er et stort, løvfældende træ med en kuppelformet krone, kort stamme og krogede grene. Barken er først grøn med en gråblå dug. Barken på unge rodskud kan dog være helt rød. Senere bliver den grøn med hvide striber, og til sidst er barken grå med bølgede furer. Knopperne er modsat stillede, lysebrune, små og afrundet ægformede. Bladene er håndlappede med hel rand og lange spidser på lapperne. Oversiden er græsgrøn, mens undersiden er noget lysere. Høstfarven er smørgul. Blomstringen foregår i slutningen af maj. Da finder man blomsterne siddende sammen i små toppe mellem de nyudsprungne blade. De enkelte blomster er 5-tallige og regelmæssige med gulgrønne kronblade. Frugterne er vingede nødder (spaltefrugter).
Rodsystemet er højtliggende og fladt. Træet sætter ofte rodskud
Træet når højder på over 20 m og en kronebredde på over 10 m i sit hjemland. I Danmark er størrelsen betydeligt mindre: 10 x 6 m.

## Udbredelse
Tyrkisk løn har sin naturlige udbredelse i Lilleasien, Kaukasus, Iran, Himalaya og Kina. Arten indgår i blandede løvskove og blandede løv- og nåleskove på bjerge med temmelig megen regn. På Alborz-bjergene i det nordlige Iran, hvor nedbøren kan nå op på 2.000 mm/år, findes skove, domineret af kaspisk eg. Her vokser arten sammen med bl.a. ask, hvidtjørn (flere arter), mispel, pibekvalkved, Sorbus orientalis (en art af røn) og spidsløn

## Note
1. ↑  Søren Ødum: Træer i Nordeuropa, 1977, ISBN 87-12-23331-5 side 329-330
2. ↑  Baumkunde.de: Kolchischer Ahorn - kort men præcis beskrivelse af træet (tysk)
3. ↑  Encyclopaedia Iranica: Flora in persia – oversigt over de mange arter og biotoper i Iran (engelsk)